# Maxence Tual
Pour les articles homonymes, voir Tual.
Maxence Tual est un acteur français.

## Biographie
Maxence Tual fait ses débuts au théâtre alors qu'il suit des études de philosophie à l'Université Paris-X. Il exerce le métier d'enseignant de français en classe de BTS dans les années 2000, période au cours de laquelle il met en scène Léonce et Léna de Georg Büchner. Sa première apparition au cinéma dans un long métrage a lieu en 2013 dans Le Temps de l'aventure de Jérôme Bonnell.
Membre de la compagnie Les Chiens de Navarre dès sa création, il participe à l'activité du collectif L'Avantage du doute depuis 2011.

## Filmographie

### Cinéma
- 2013 : Le Temps de l'aventure de Jérôme Bonnell : le passant quand Alix est penchée sur le poteau
- 2013 : Il est des nôtres (court métrage) de Jean-Christophe Meurisse : Maxence
- 2014 : Au bord de la rivière (court métrage) de Christèle Frémont : Monsieur Tortue
- 2015 : Calme ta joie (court métrage) d'Emmanuel Laskar : Maxime
- 2016 : Apnée de Jean-Christophe Meurisse : Maxence
- 2017 : Rodin de Jacques Doillon : Eugène Blot
- 2017 : Demain et tous les autres jours de Noémie Lvovsky : le gardien de l'école
- 2018 : Roulez jeunesse de Julien Guetta : Boulon
- 2018 : Un peuple et son roi de Pierre Schoeller : le voisin du modéré
- 2018 : Tout ce qu'il me reste de la révolution de Judith Davis : l'ami de Stéphane
- 2019 : Carte de visite de Michel Sumpf :
- 2019 : Mais vous êtes fous d'Audrey Diwan : Karim
- 2019 : La Jupe d'Adam (court métrage) de Clément Tréhin-Lalanne : Dufour
- 2019 : Docteur ? de Tristan Séguéla : Henri Joffrin
- 2019 : Selfie de Thomas Bidegain, Marc Fitoussi, Tristan Aurouet, Cyril Gelblat et Vianney Lebasque : Fred Pérez
- 2020 : Antoinette dans les Cévennes de Caroline Vignal : Jacques
- 2020 : Vers la bataille d'Aurélien Vernhes-Lermusiaux : Luc, le déserteur
- 2020 : Garçon chiffon de Nicolas Maury
- 2021 : Les Magnétiques de Vincent Maël Cardona : Jean-Jacques
- 2021 : Une femme du monde de Cécile Ducrocq : Martin
- 2021 : Malmousque (court métrage) de Dorothée Sebbagh : l'homme au paddle
- 2022 : Tout le monde aime Jeanne de Céline Devaux : Simon Mayer
- 2022 : Chronique d’une liaison passagère d'Emmanuel Mouret : Manu
- 2022 : Swan dans le centre (court métrage) d'Iris Chassaigne : le vendeur à la literie
- 2022 : Cordes sensibles (court métrage) de Guillaume Lijour : le père de Lucile
- 2023 : La Chose extatique (court métrage) de Benjamin Nuel : Robinson
- 2024 : La Vie de ma mère de Julien Carpentier : Patrice
- 2024 : Bonjour l'asile de Judith Davis : Amaury
- 2024 : Ma vie, ma gueule de Sophie Fillières : Dr Boulin
- 2024 : Le Médium d'Emmanuel Laskar : le prêtre
- 2024 : Fario de Lucie Prost : Stéphane
- 2024 : Pan to Mime de Michel Zumpf

### Télévision
- 2015 : Ainsi soient-ils (série télévisée), saison 3 : Édouard
- 2018 : Victor Hugo, ennemi d'état (mini-série télévisée) de Jean-Marc Moutout : un orateur socialiste
- 2022 : Platonique (série télévisée) : Yann
- 2023 : Louis 28 (série télévisée) : Maurice
- 2023 : HPI (série télévisée), saison 3, épisode 6 Sonnant et trébruchant de Vincent Jamain : Antonin Tibert
- 2023 : Tapie (mini-série) de Tristan Séguéla : Sylvestre Dufour
- 2023 : Sous contrôle (mini-série) d'Erwan Le Duc : Thomas
- 2023 : La Tribu (mini-série) de Nadine Loisal et Patrick Cassir : Franck Razowski
- 2023 : De Grâce (mini-série) : le notaire

## Théâtre
- 2020 : Jamais labour n'est trop profond par Le Labour, conception et mise en scène de Thomas Scimeca, Anne-Elodie Sorlin, Maxence Tual, Nanterre Amandiers
- 2022 : Encore plus, partout, tout le temps du collectif L'Avantage du doute au Théâtre de la Bastille
- 2023 : Les Suppliques, Le Birgit Ensemble
- 2024 : After Show du collectif L'Avantage du doute